# Aleksei Miranchuk
Aleksei Andreyevich Miranchuk - em russo, Алексей Андреевич Миранчук (Slaviansk do Kuban, 17 de outubro de 1995), é um futebolista russo que atua como meio-campo e atualmente joga pela Atlanta United.

## Primeiros anos
Nascido em Slaviansk do Kuban, filho de Andrey e Elena Miranchuk, Aleksey e seu irmão gêmeo Anton começaram a jogar futebol na escola de futebol de sua cidade natal, o Olymp. 
Ele e Anton chegaram a Moscou, juntando-se às divisões de base do Spartak Moscou. No entanto, eles não permaneceram muito tempo neste clube, sendo dispensados por falta de capacidade física.
Em seguida, os irmãos foram vistos pelos dirigentes do Lokomotiv Moscou, que os convidaram a ingressar no clube. Aleksei conquistou três títulos da Liga Russa na base. Em outubro de 2012, ele se tornou o MVP da Copa da União de Futebol da Rússia.

## Carreira

### Clubes

#### Lokomotiv Moscou
Aos 17 anos, Miranchuk fez sua estreia na Premier League Russa pelo Lokomotiv Moscou em 20 de abril de 2013 como titular em um empate contra o Kuban. Em 5 de maio de 2013, Miranchuk marcou seu primeiro gol e deu a sua primeira assistência contra o Amkar, que o Lokomotiv venceu por 4–2.
Ele fez sua estreia na UEFA Europa League em 28 de agosto de 2014, entrando no segundo tempo na derrota por 4-1 para o Apollon Limassol do Chipre.
As suas atuações valeram-lhe o título de melhor jogador do mês do Lokomotiv por votação dos adeptos nas redes sociais em abril e maio de 2015.
Em 21 de maio de 2015, Miranchuk marcou o gol da vitória do Lokomotiv contra o Kuban Krasnodar na final da Copa da Rússia, ajudando a equipe a conquistar o seu sexto título na história.
Mais tarde, ele venceu a Premier League Russa de 2017-18 com o Lokomotiv, ajudando com sete gols. Em 6 de julho de 2019, ele marcou dois gols na vitória por 3-2 sobre o Zenit na Supercopa da Rússia de 2019.

#### Atalanta
Em agosto de 2020, Miranchuk ingressou na Atalanta por cerca de € 15 milhões. Em 30 de agosto de 2020, o Lokomotiv confirmou que a transferência foi acordada e seria concluída após o exame médico.
Em 21 de outubro de 2020, ele fez sua estreia pela Atalanta contra o Midtjylland na Liga dos Campeões e marcou seu primeiro gol pelo clube. Em 8 de novembro, ele fez sua estreia na Serie A e marcou o gol de seu time no empate de 1-1 com a Inter de Milão. Ele também marcou em sua estreia na Coppa Italia em 14 de janeiro de 2021, em uma vitória por 3-1 sobre o Cagliari nas oitavas de final.

### Seleção
Em 7 de junho de 2015, Miranchuk fez sua estreia pela Seleção Russa em um amistoso contra a Bielorrússia na Arena Khimki e marcou o terceiro gol na vitória por 4–2.
Em 3 de junho de 2018, ele foi incluído na convocação para a Copa do Mundo de 2018. Sua única participação na Copa do Mundo foi como titular no último jogo da fase de grupos contra o Uruguai, uma derrota por 3–0.
Em 11 de maio de 2021, ele foi incluído na seleção preliminar de 30 jogadores para a Campeonato Europeu de Futebol de 2020.

## Estatisticas

### Clubes
| Clube             | Temporadas        | Liga                 | Liga  | Liga | Copa  | Copa | Europa | Europa | Outros | Outros | Total | Total |
| Clube             | Temporadas        | Divisões             | Jogos | Gols | Jogos | Gols | Jogos  | Gols   | Jogos  | Gols   | Jogos | Gols  |
| ----------------- | ----------------- | -------------------- | ----- | ---- | ----- | ---- | ------ | ------ | ------ | ------ | ----- | ----- |
| Lokomotiv Moscow  | 2012–13           | Premier League Russa | 6     | 1    | 0     | 0    | –      | –      | –      | –      | 6     | 1     |
| Lokomotiv Moscow  | 2013–14           | Premier League Russa | 8     | 1    | 1     | 0    | –      | –      | –      | –      | 9     | 1     |
| Lokomotiv Moscow  | 2014–15           | Premier League Russa | 17    | 1    | 3     | 1    | 1      | 0      | –      | –      | 21    | 2     |
| Lokomotiv Moscow  | 2015–16           | Premier League Russa | 27    | 2    | 2     | 0    | 6      | 1      | 1      | 0      | 36    | 3     |
| Lokomotiv Moscow  | 2016–17           | Premier League Russa | 29    | 3    | 5     | 2    | –      | –      | –      | –      | 34    | 5     |
| Lokomotiv Moscow  | 2017–18           | Premier League Russa | 30    | 7    | 1     | 0    | 9      | 1      | 1      | 0      | 41    | 8     |
| Lokomotiv Moscow  | 2018–19           | Premier League Russa | 30    | 3    | 7     | 2    | 6      | 0      | 1      | 0      | 44    | 5     |
| Lokomotiv Moscow  | 2019–20           | Premier League Russa | 27    | 12   | 0     | 0    | 4      | 2      | 1      | 2      | 32    | 16    |
| Lokomotiv Moscow  | 2020–21           | Premier League Russa | 4     | 2    | 0     | 0    | 0      | 0      | 1      | 0      | 5     | 2     |
| Lokomotiv Moscow  | Total             | Total                | 178   | 32   | 19    | 5    | 26     | 4      | 5      | 2      | 228   | 43    |
| Atalanta          | 2020–21           | Serie A              | 24    | 4    | 2     | 2    | 3      | 1      | –      | –      | 29    | 7     |
| Total da carreira | Total da carreira | Total da carreira    | 202   | 36   | 21    | 7    | 29     | 5      | 5      | 2      | 257   | 50    |

### Seleção
| Seleção | Ano   | Jogos | Gols |
| ------- | ----- | ----- | ---- |
| Russia  | 2015  | 2     | 1    |
| Russia  | 2016  | 3     | 0    |
| Russia  | 2017  | 9     | 3    |
| Russia  | 2018  | 6     | 0    |
| Russia  | 2019  | 5     | 1    |
| Russia  | 2020  | 3     | 0    |
| Russia  | 2021  | 3     | 0    |
| Total   | Total | 31    | 5    |

## Títulos
Lokomotiv Moskva
- Copa da Rússia: 2014–15, 2016–17, 2018–19
- Campeonato Russo: 2017–18
- Supercopa da Rússia: 2019

Atalanta
- Liga Europa da UEFA: 2023–24